# Brief einer Unbekannten (Film)
Brief einer Unbekannten ist ein US-amerikanischer Liebesfilm von Max Ophüls aus dem Jahr 1948. Er basiert auf der gleichnamigen Novelle von Stefan Zweig. Der Film hatte am 28. April 1948 in den USA Premiere.

## Inhalt
Der Film spielt in Österreich-Ungarn.
Die Rahmenhandlung beginnt damit, dass der Konzertpianist Stefan Brand spätabends in seine Wohnung in Wien zurückkehrt. Der eifersüchtige Ehemann einer seiner zahlreichen Geliebten hat Brand für den nächsten Morgen zum Duell herausgefordert. Der Pianist will das Duell jedoch nicht annehmen, sondern stattdessen flüchten, und weist seinen stummen Diener John an, die Koffer zu packen. Da findet Brand einen langen Brief, in dem eine ihm unbekannte Frau ihr Leben schildert, das von der unerwiderten Liebe zu ihm bestimmt war.
Rückblende: Als Fünfzehnjährige verliebt sich die Schreiberin namens Lisa Berndle unsterblich in den Pianisten, der mit ihr im gleichen Mietshaus lebt. Während sie regelmäßig Brands Musik lauscht, bemerkt dieser sie nur einmal an der Tür. Unterdessen heiratet Lisas Mutter einen neuen, wohlhabenden Mann; sie will mit ihrer Tochter von Wien nach Linz übersiedeln. Am Tag der Abreise versucht Lisa, mit Brand über ihre heimliche Liebe zu sprechen, jedoch sieht sie ihn in Begleitung einer anderen Frau in seine Wohnung gehen.
In Linz gehört Lisa nun zur besseren Gesellschaft, sie lehnt jedoch den Heiratsantrag eines jungen Leutnants aus guter Familie ab und erzählt diesem und ihrer erstaunten Familie, dass sie bereits verlobt sei. Tatsächlich hält ihre Liebe zu Brand weiter an. Mit 18 Jahren kehrt sie nach Wien zurück, wo sie fortan als Verkäuferin und Model in einem noblen Kleidergeschäft arbeitet. Tag für Tag sucht Lisa das Haus von Brand auf, um ihm nahe zu sein, bis er sie schließlich anspricht. Er kann sich zwar nicht an sie erinnern, zeigt aber Interesse an ihr und lädt sie zum Essen ein. Als er das Mädchen danach zu sich nach Hause bittet, verbringen sie die Nacht zusammen. Bald darauf geht Brand jedoch auf eine Konzertreise nach Mailand. Er gibt seiner neuen Geliebten das Versprechen, in zwei Wochen zurück zu sein, hält es jedoch nicht ein.
Neun Monate später gebärt Lisa unehelich ein Kind von Brand, versucht diesen aber nicht zu kontaktieren, weil sie – wie sie selbst sagt – die einzige Frau sein will, die ihn nie um etwas gebeten hat.
Zeitsprung von zehn Jahren: Lisa ist eine Vernunftheirat mit dem wesentlich älteren Baron Stauffer eingegangen, um ihrem Sohn Stefan ein gutes Leben bieten zu können. Eines Tages begegnet sie bei einer Opernaufführung zufällig Brand. Sein Erfolg als Pianist hat nachgelassen, er tritt kaum noch auf, stattdessen gibt er sich einem liederlichen Leben hin. Lisa fühlt sich nicht wohl, verlässt die Aufführung und trifft draußen vor der Oper ausgerechnet Brand. Er kann sich nicht an sie erinnern, fühlt sich jedoch erneut zu ihr hingezogen. Der Baron beobachtet ihr Gespräch und zeigt sich später auf der Rückfahrt von der Oper sehr verärgert.
Gegen den Willen ihres Mannes besucht Lisa kurze Zeit später Brand in dessen Wohnung. Der Pianist zeigt sich erfreut über ihren Besuch, kann sich aber wiederum nicht an ihre gemeinsame Vergangenheit erinnern. Er verwendet dieselben Floskeln und Komplimente wie schon bei ihrer ersten Beziehung. Sie verlässt die Wohnung mit dem Gefühl, dass er sie nie wirklich geliebt hat und sie nur eine von vielen Frauen war. John, Brands stummer Butler, hingegen erkennt Lisa. Bald nach der Begegnung stirbt Lisas Sohn an Typhus und auch sie selbst erkrankt kurz darauf. Bereits todkrank schreibt sie den Brief. Eine beiliegende Notiz des Krankenhauses vermeldet, dass Lisa verstorben sei und ihre letzten Worte Brand gegolten hätten.
Nach der Lektüre des Briefes ist Brand tief bewegt und kann sich endlich an ihre verschiedenen Begegnungen erinnern. Der stumme Diener, der sich die gesamte Zeit an Lisa erinnern konnte, schreibt ihren Namen Lisa Berndle auf ein Blatt. Als Brand aus dem Haus geht, sieht er die jugendliche Lisa bei der Mietshaustür vor sich, an der Stelle, wo er ihr das erste Mal vor vielen Jahren begegnete. Draußen wartet die Kutsche zum Duell, das er ganz vergessen hat. Als Duellant stellt sich Baron Stauffer heraus. Fast in Schockstarre übernimmt Brand die Verantwortung und willigt zum Duell ein.

## Hintergrund
Der Film basiert auf der gleichnamigen Novelle von Stefan Zweig aus dem Jahr 1922, die Zweig den internationalen Durchbruch brachte. Der Drehbuchautor Howard Koch hielt sich weitgehend an die Vorlage, veränderte allerdings einige Punkte:
- Die Hauptfiguren in Zweigs Roman bleiben namenlos, in Ophüls’ Film werden Namen verwendet.
- In Zweigs Vorlage ist die männliche Hauptfigur nicht Pianist, sondern Schriftsteller.
- Die Familie zieht in der Vorlage nicht von Wien nach Linz, sondern nach Innsbruck.
- Wegen der Vorgaben des Hays Code verbringen Lisa und Stefan im Film nur eine Liebesnacht, im Roman sind es mehrere.
- Die Frau schickt dem Mann in Zweigs Vorlage jedes Jahr zu seinem Geburtstag weiße Rosen, was im Film nicht vorkommt.
- Die Figur des Barons sowie das Duell am Ende des Films sind dazuerfunden. Die Stelle des Barons übernehmen in der Vorlage gleich mehrere Verehrer.
- Im Film kann sich die männliche Hauptfigur am Ende deutlich an die Frau erinnern, in Zweigs Vorlage dagegen selbst am Ende nur verschwommen.

Brief einer Unbekannten wurde von Rampart Productions produziert, einem kleinen Filmstudio, das von der Hauptdarstellerin Joan Fontaine und ihrem damaligen Ehemann William Dozier gegründet wurde. Dozier wollte Zweigs Novelle schon seit Jahren verfilmen und hatte bereits während seiner Zeit als Produzent bei Paramount Pictures mit John Houseman diesen Plan besprochen. Houseman ließ sich auf Wunsch von Fontaine und Dozier auf die Aufgabe des Produzenten ein und machte auch den Vorschlag, Howard Koch als Drehbuchautor zu verpflichten, der zu diesem Zeitpunkt bei seinem Stammstudio Warner Brothers wegen eines Streits mit Jack L. Warner gefeuert war. Koch wiederum war es, der Houseman und dem Ehepaar Fontaine-Dozier den europäischen Emigranten Max Ophüls als Regisseur vorschlugen. Nach einer Sichtung von Ophüls Liebesdrama Liebelei, das auf einem Werk des mit Zweig befreundeten Arthur Schnitzler basierte, waren sie von den Qualitäten von Ophüls überzeugt. Koch arbeitete das Drehbuch schnell und strukturiert aus, unter gelegentlicher Mithilfe von Ophüls, der ihm besonders mit seinen Kenntnissen über Österreich half.
Regisseur Max Ophüls war nach der Machtergreifung der Nationalsozialisten 1933 aus Deutschland geflohen, diese Literaturverfilmung entstand in seinem letzten Jahr in Hollywood. Ophüls hatte eine sehr internationale Besetzung, darunter auch einige Österreicher aus dem „Handlungsort“ des Films. Die Nebendarsteller Mady Christians und Otto Waldis stammten aus Wien. In Kleinstrollen und Statistenparts spielten außerdem weitere gebürtige Wiener wie Willy Trenk-Trebitsch als Fritzl, Ilka Grüning als Kartenabreißerin, Norbert Schiller als Stefans Sekundant, Irene Seidner als Frau Mombert und Max Willenz als Gepäckträger. Die meisten der österreichischen Darsteller waren wie Regisseur Ophüls vor dem Nationalsozialismus geflohen und mussten sich in den USA wegen ihres Akzents – trotz einstmaliger Erfolge in ihrem Heimatland – mit kleinen Nebenrollen zufriedengeben.
Die Filmmusik von Daniele Amfitheatrof griff auf berühmte Komponisten zurück: Franz Liszts Etüde in Des-Dur „Un sospiro“ wird im Film gespielt, ebenso Wolfgang Amadeus Mozart und Richard Wagners Tannhäuser: O du, mein holder Abendstern.

## Synchronisation
Die deutsche Synchronfassung entstand 1950 bei Universal Synchron unter der Synchronregie von Josef Wolf, der auch das Dialogbuch verfasste. Die deutsche Fassung ließ bei der Synchronisation einige Szenen aus, so dass der Film bei Fernsehausstrahlungen eigentlich nie in voller Länge lief.
| Rolle                    | Darsteller      | Dt. Synchronstimme |
| ------------------------ | --------------- | ------------------ |
| Lisa Berndle             | Joan Fontaine   | Elfriede Kuzmany   |
| Stefan Brand             | Louis Jourdan   | Hans Nielsen       |
| Mutter Berndle           | Mady Christians | Eva Eras           |
| Baron Johann von Staufer | Marcel Journet  | Hans Hinrich       |
| Leopold von Kaltenegger  | John Good       | Kurt Heintel       |

## Auszeichnungen
Der Film wurde 1992 ins National Film Registry aufgenommen. Dieses Auswahlverzeichnis enthält Filme, die in kultureller, geschichtlicher oder ästhetischer Hinsicht als besonders bedeutend eingestuft worden sind.

## Kritik
Brief einer Unbekannten hatte bei seiner Veröffentlichung keinen besonderen Erfolg: Howard Koch erinnerte sich, dass Universal den Film (wohl wegen der Mitwirkung von Ophüls und Zweig) als „ausländischen Film“ und mit wenig Aufwand vermarktete, woraufhin die Zuschauer fernblieben. Die meisten zeitgenössischen Kritiken in den USA waren zwar gut, aber der Film wurde schnell aus den Kinos genommen und geriet zunächst in Vergessenheit. Eine Wiederentdeckung erlebte der Film, als er einige Jahre später in Großbritannien von einer drittklassigen Verleihfirma in einige Kleinstadt-Kinos gebracht wurde. Dort sah ihn der für das Filmmagazin Sight and Sound schreibende Kritiker Simon Harcourt-Smith, der mit Artikeln und Filmvorführungen für Aufmerksamkeit für den Film sorgte. Ophüls bilanzierte 1957 kurz vor seinem Tod, dass Brief einer Unbekannten zwar kommerziell zunächst ein Reinfall war, aber: „Die Rezeption in Europa war sehr gut und nun ist er einer der beliebtesten Filme im amerikanischen Fernsehen. Es ist ein sehr interessantes Phänomen: einige eher intime Filme scheitern, wenn sie im Kino gezeigt werden, aber machen sich ganz gut im Fernsehen.“
Heute gilt Brief einer Unbekannten als wohl bester amerikanischer Film von Max Ophüls. Beim US-amerikanischen Kritikerportal Rotten Tomatoes fielen alle 24 Kritiken positiv aus, wobei der Film eine Wertung von 8,6 erhielt. Die Kritiker dort hoben unter anderem die emotional bewegende Handlung sowie den feinen Stil des Films hervor. Auch Filmemacher wie Stanley Kubrick und François Truffaut („Unglaublich schön“) äußerten sich positiv über Brief einer Unbekannten.

„Liebestragödie nach einer Novelle von Stefan Zweig - ein poetischer, stimmungsvoller Film, der den morbiden Charme des alten Wien beschwört und die Fragilität menschlicher Beziehungen psychologisch deutlich macht.“